# Coliseum Alfonso Pérez
Coliseum Alfonso Pérez er et spansk stadion beliggende i kommunen Getafe i den spanske Madrid-regionen. Den er hjemmebane for La Liga-holdet Getafe CF, der tidligere har danskerne Michael Laudrup og John Jensen ved roret. Der er plads til 14.700 tilskuere på stadionet, der blev åbent i 1998.
| Idrætsanlæg | Spire Denne artikel om et idrætsanlæg er en spire som bør udbygges. Du er velkommen til at hjælpe Wikipedia ved at udvide den. |

40°19′32″N 3°42′53″V / 40.3256°N 3.7147°V